# آمنة بنت وهب
آمنة بنت وهب بن عبد مناف الزهرية القرشية هي أمُّ النبي محمد بن عبد الله، مات عنها زوجها عبد الله بن عبد المطلب والنبي محمد ما يزال جنيناً في بطنها. توفيت نحو سنة 47 ق.هـ الموافق 577م والرسول مُحمَّد ابن ست سنوات. دُفنت في الأبواء وهي موضع بين مكة والمدينة المنورة.

## نسبها
- هي: آمنة بنت وهب بن عبد مناف بن زهرة بن كلاب بن مرة بن كعب بن لؤي بن غالب بن فهر بن مالك بن النضر بن كنانة بن خزيمة بن مدركة بن إلياس بن مضر بن نزار بن معد بن عدنان.[3]
- أمها: برة بنت عبد العزى بن عثمان بن عبد الدار بن قصي بن كلاب بن مرة بن كعب بن لؤي بن غالب بن فهر بن مالك بن النضر بن كنانة بن خزيمة بن مدركة بن إلياس بن مضر بن نزار بن معد بن عدنان.[3]

تندرج «آمنة بنت وهب» من بني زهرة بن كلاب وهم أحد بطون قريش ذات المكانة العظيمة فقد كان أبوها وهب بن عبد مناف سيد بني زهرة شرفا وحسبا، وفيه يقول الشاعر:
وكذلك نسبها من أمها، فهي ابنة برة بنت عبد العزى من بني عبد الدار بن قصي بن كلاب أحد بطون قريش.

## نشأتها
نشأت في أسرة عريقة النسب، مشهود لها بالشرف والأدب، ورباها عمها وهيب بن عبد مناف، وكانت تعرف «بزهرة قريش» فهي بنت بني زهرة. وقيل إنها عندما خطبت لـعبد الله بن عبد المطلب كانت حينها أفضل فتاة في قريش نسبًا وموضعًا.

## زواجها

### قصة فداء عبد الله
كان عبد المطلب قد نذر لله إن رزقه الله عشرة من الذكور لينحرن أحدهم شكرًا لله وتقربًا إليه. وقد صار لـعبد المطلب عشرة ذكور، وعزم على تنفيذ نذره، فأقرع بين أولاده ليعلم أيهم سينحر، وخرج القدح على عبد الله بن عبد المطلب، أحبهم إليه، فأشار عليه وجوه القوم أن يفديه بعشرة من الإبل، وقدم الإبل ثم أقرع بينها وبين ولده، فخرج سهم عبد الله بن عبد المطلب، فقالوا لعبد المطلب: زدها عشراً ثم اقرع، ففعل، فخرج سهم عبد الله، وظل يزيد في كل مرة عشراً من الإبل حتى بلغت المائة، وعندما أقرع بينها وبين ولده، وقعت القرعة على الإبل، فسرّ عبد المطلب بذلك سروراً عظيماً ونحر الإبل المائة فداء ولده.

### الزواج
ذهب عبد المطلب بابنه عبد الله حتى أتى وهب بن عبد مناف، وهو يومئذ سيد بني زهرة سنًا وشرفُا، فزوجه ابنته آمنة بنت وهب وهي يومئذ سيدة نساء قومها. ولما تزوجها عبد الله أقام عندها ثلاثة أيام، وكانت تلك العادة عندهم، وحملت آمنة بالنبي محمد.

### وفاة زوجها
خرج عبد الله من مكة متوجهًا إلى غزة في الشام في قافلة بهدف التجارة بأموال قريش، وفي طريق عودتهم وأثناء مرورهم بالمدينة المنورة مرض عبد الله، فقرر البقاء عند أخواله من بني النّجّار على أمل اللحاق بالقافلة إلى مكة عندما يشفى من مرضه، فمكث عندهم شهرًا، وتوفي بعدها عن عمر 25 سنة، ودفن في دار تُسمّى «دار النابغة» (وهو رجل من بني عديّ بن النّجار)، وكانت زوجته آمنة بنت وهب يومئذٍ حامل بالنبي محمد لشهرين. وقد ترك عبد الله وراءه خمسة أجمال، وقطعة غنم، وجارية حبشية اسمها «بركة» وكنيتها أم أيمن.

## ولادتها للنبي
كانت آمنة تحدّث أنّها حين حملت به أُتِيَت فقيل لها «إنّك قد حملت بسيّد هذه الأمّة، فإذا وقعَ على الأرض فقولي "أعيذه بالواحد من شرِّ كل حاسد"، ثم سمّيه "محمدًا"».، وبعد أن بقي محمد في بطن أمه تسعة أشهر كملّاً، وُلد في مكة في شعب أبي طالب، في الدار التي صارت تُعرف بدار «ابن يوسف». وتولّت ولادته «الشِّفاء» أم عبد الرحمن بن عوف.
وقد كان مولده يوم الإثنين، 8 ربيع الأول، أو 9 ربيع الأول أو 12 ربيع الأول (المشهور عند المسلمين)، أو 17 ربيع الأول (المشهور عند الشيعة)، من عام الفيل، بعدما حاول أبرهة الأشرم غزو مكة وهدم الكعبة، قيل بعده بشهر، وقيل بأربعين يومًا، وقيل بخمسين يومًا (وهو المشهور).
وكانت آمنة تحدّث أنّها لم تجد حين حملت به ما تجده الحوامل من ثقل ولا وحم، ولمّا وضعته وقع إلى الأرض مستقبل القبلة رافعًا رأسه إلى السماء، مقبوضة أصابع يديه مشيرًا بالسبابة كالمسبّح بها.
وأنّها رأت حين ولدته كأنّه خرج منها نور أضاءت له قصور الشام. قالت أمّ عثمان بن أبي العاص «حضرتُ ولادة رسول الله ﷺ، فرأيت البيتَ حين وضع قد امتلأ نورًا، ورأيت النجوم تدنو حتى ظننتُ أنها ستقعَ عليّ». وبعدما ولدته أرسلت إلى عبد المطلب تبشّره بحفيده، ففرح به فرحًا شديدًا، ودخل به الكعبة شاكرًا الله، وقال «ليكوننّ لابني هذا شأن»، واختار له اسم «محمّد» ولم تكن العرب تسمي به آنذاك، إلا ثلاثة طمع آباؤهم حين سمعوا بذكر محمد وبقرب زمانه وأنه يُبعث في تهامة فيكون ولدًا لهم. وقد علمت اليهود آنذاك بولادة محمد، يقول حسان بن ثابت «والله إني لغلام يفعة، ابن سبع سنين أو ثمان، أعقل كل ما سمعت، إذ سمعت يهوديًا يصرخ بأعلى صوته على أطمة بيثرب: يا معشر يهود، حتى إذا اجتمعوا إليه، قالوا له: ويلك ما لك؟ قال: طلع الليلة نجم أحمد الذي ولد به».

### ما روي في أحداث الولادة
- وروي الخطيب البغدادي بسنده: أن آمنة قالت: «لما وضعت النبي ﷺ رأيت سحابة عظيمة لها نوراً أسمع فيها صهيل الخيل وخفيقان الأجنحة وكلام الرجال حتى غشيته وغيبت عني فسمعت منادي ينادي طوفوا بمحمد في جميع الأرض وأعرضوه علي كل روحاني من الجن والإنس والملائكة والطيور والوحوش. وأعطوه خلق آدم ومعرفة شيث وشجاعة نوح وخلة إبراهيم ولسان إسماعيل ورضاء إسحاق وفصاحة صالح وحكمة لوط وبشرى يعقوب وشدة موسى وصبر أيوب وطاعة يونس وجهاد يوشع وصوت داوود وجب دانيال ووقار إلياس وعصمة يحيى وزهد عيسى وأغمسوه في أخلاق النبيين.[23]»

## وفاتها

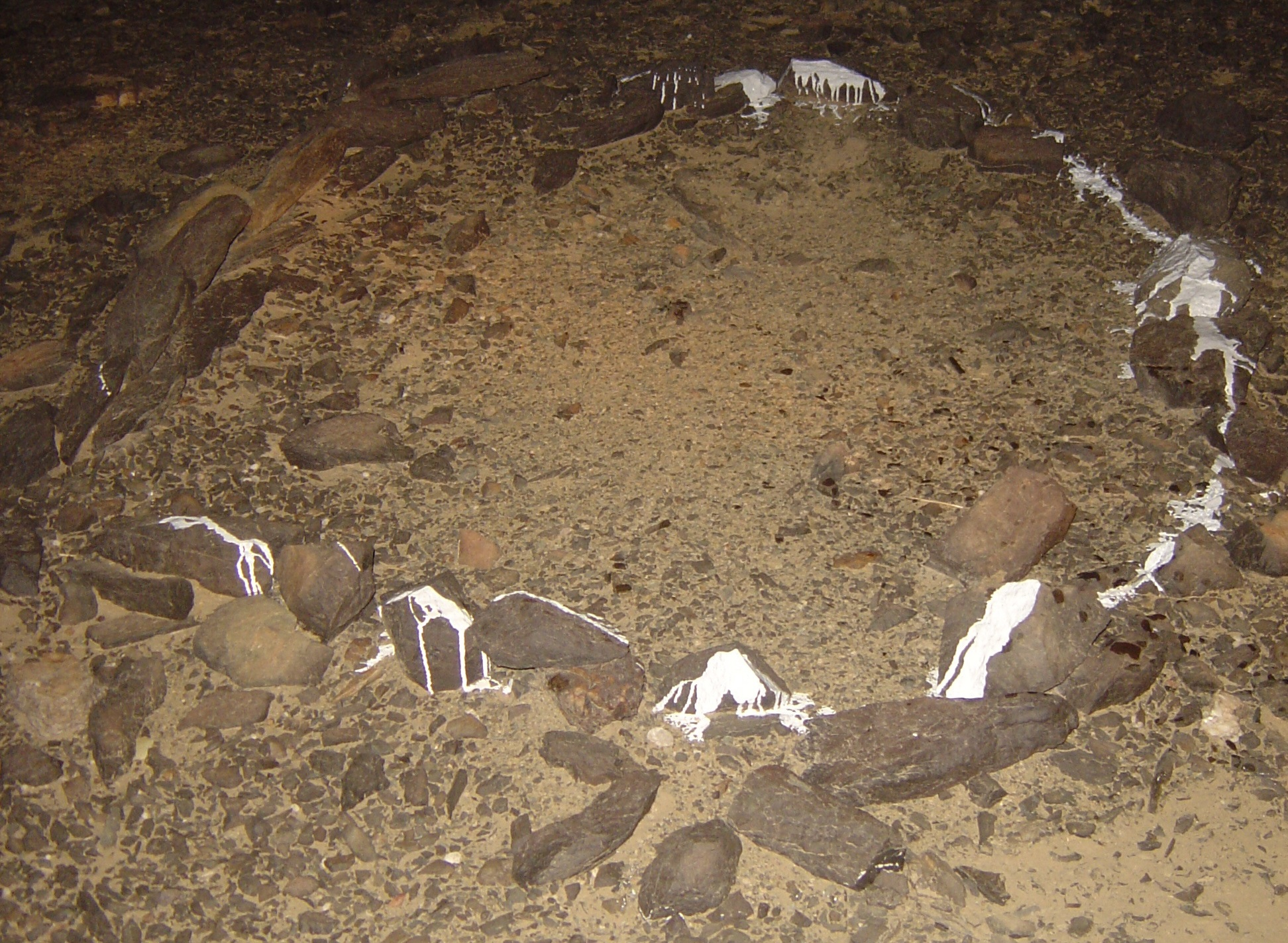
قبر السيدة أروى بنت كريز المجاور لقبر آمنة بنت وهب.

توفيت وهي بنت عشرين سنة، قد وافتها المنية قافلة من زيارتها لأقاربها بيثرب (المدينة المنورة حاليا) بالأبواء (وهي منطقة على بعد 190 كم عن مدينة جدة بالسعودية اليوم)، فلما بلغ الرسول محمد ست سنين خرجت به إلى أخواله بني عدي بن النجار بيثرب تزورهم به، ومعه أم أيمن تحضنه، وهم على بعيرين، فنزلت به في دار النابغة عند قبر أبيه عبد الله بن عبد المطلب، فأقامت به عندهم شهرا، ثم رجعت به أمه إلى مكة فلما كانوا بالأبواء توفيت آمنة بنت وهب، وقبرها هناك، ورجعت به أم أيمن على البعيرين إلى مكة.
اختلفت الأراء حول قبرها، وهناك رواية تقول بأنها دفنت في مقبرة الحجون، والمشهور أن قبرها على جبل. وكان القبر معروف بين الناس، إلا أنه أُزِيلَ. وكان قديمًا على القبر بناء، وقيل أن قبرها في مقبرة أم عثمان. وهناك قبور تنتسب لها في الأبواء.

## حادثة الاستغفار
- روي مسلم بن الحجاج في صحيحه من حديث أبي هريرة، قال: | آمنة بنت وهب | زار النبي ﷺ قبر أمه فبكى، وأبكى من حوله، فقال: استأذنت ربي في أن أستغفر لها، فلم يؤذن لي، واستأذنته في أن أزور قبرها فأذن لي. | آمنة بنت وهب |
- قال الشوكاني: «فيه دليل على عدم جواز الاستغفار لمن مات على غير ملة الإسلام.»، وقال النووي: «فيه النهي عن الاستغفار للكفار»[34]
- يذكر في كتاب المنتظم في تاريخ الملوك والأمم أن رسول الله صلى الله عليه وسلم حين مر بقبر أمه السيدة آمنة بنت وهب بناحية عسفان في ربيع الأول سنة ست حاول الاستغفار لها عدة مرات لكن الله لم يقبل استغفاره؛ لأنها ماتت على الشرك.[35] فعن ابن ناصر قال: «أخبرنا علي بن محمد العلاف قال: أخبرنا علي بن أحمد الحمامي قال أخبرنا أبو بكر محمد بن الحسين الحريري قال: أخبرنا موسى بن إسحاق الأنصاري قال: أخبرنا أبو إبراهيم الترجماني قال: حدثنا المشمعل بن ملحان عن صالح بن حيان عن ابن بريدة عن أبيه قال: "كنت مع النبي صلى الله عليه وسلم إذ وقف على عسفان فنظر يمينًا وشمالًا فأبصر قبر أمه آمنة فورد الماء فتوضأ ثم صلى ركعتين فلم يفاجئنا إلا ببكائه فبكينا لبكاء رسول الله صلى الله عليه وسلم ثم انصرف إلينا فقال: "ما الذي أبكاكم؟" قالوا: بكيت فبكينا يا رسول الله. وقال: "وما ظننتم؟" قالوا: ظننا أن العذاب نازل علينا. قال: "لم يكن من ذلك شيء". قالوا: فظننا أن أمتك كلفوا من الأعمال ما لا يطيقون. قال: "لم يكن من ذلك شيء ولكني مررت بقبر أمي فصليت ركعتين ثم استأذنت ربي أن أستغفر لها فنهيت فبكيت ثم عدت فصليت ركعتين واستأذنت ربي أن أستغفر لها فزجرت زجرًا فعلا بكائي". ثم دعى براحلته فركبها فما سارت إلا هينة حتى قامت الناقة بثقل الوحي فأنزل الله تعالى: ﴿مَا كَانَ لِلنَّبِيِّ وَالَّذِينَ آمَنُوا أَنْ يَسْتَغْفِرُوا لِلْمُشْرِكِينَ وَلَوْ كَانُوا أُولِي قُرْبَى مِنْ بَعْدِ مَا تَبَيَّنَ لَهُمْ أَنَّهُمْ أَصْحَابُ الْجَحِيمِ ۝١١٣﴾(سورة التوبة، الآية 113)[36] إلى آخر الآيتين. فقال النبي صلى الله عليه وسلم: "أشهدكم أني بريء من آمنة كما تبرأ إبراهيم من أبيه.[37]»
- قال النووي في شرح صحيح مسلم: «أَنَّ مَنْ مَاتَ عَلَى الْكُفْر فَهُوَ فِي النَّار، وَلا تَنْفَعهُ قَرَابَة الْمُقَرَّبِينَ، وَفِيهِ أَنَّ مَنْ مَاتَ فِي الْفَتْرَة عَلَى مَا كَانَتْ عَلَيْهِ الْعَرَب مِنْ عِبَادَة الأَوْثَان فَهُوَ مِنْ أَهْل النَّار، وَلَيْسَ هَذَا مُؤَاخَذَة قَبْل بُلُوغ الدَّعْوَة، فَإِنَّ هَؤُلاءِ كَانَتْ قَدْ بَلَغَتْهُمْ دَعْوَة إِبْرَاهِيم وَغَيْره مِنْ الأَنْبِيَاء صَلَوَات اللَّه تَعَالَى وَسَلامه عَلَيْهِمْ»، وقال أيضًا: «فِيهِ: النَّهْي عَنْ الاسْتِغْفَار لِلْكُفَّارِ».[38]

### ما روى في قصة إحيائها
رُوِى حديثًا عن النبي أن الله أحيي أمه آمنة ثم آمنت به، وضعفه ابن كثير فقال: «إنه حديث منكر جدًّا»، والملا علي القاري، وابن دحية وابن الجوزي فقال: «هذا حديث موضوع بلا شك، والذي وضعه قليل الفهم عديم العلم، إذ لو كان له علم لعلم أن من مات كافرًا لا ينفعه أن يؤمن بعد الرجعة، لا؛ بل لو آمن عند المعاينة لم ينتفع، ويكفي رد هذا الحديث قوله تعالى: ﴿فيمت وهو كافر﴾ وقوله في الصحيح: «استأذنت ربي في أن أستغفر لأمي فلم يأذن لي» وقد كان أقوام يضعون أحاديث ويدسونها في كتب المغفلين فيرويها أولئك، قال شيخنا أبو الفضل بن ناصر: هذا حديث موضوع وأم رسول الله صلى الله عليه وسلم ماتت بالأبواء بين مكة والمدينة ودفنت هناك وليست بالحجون»
وممن احتج بالحديث ابن حجر فقال: «ولعل حكمة عدم الإذن في الاستغفار لها إتمام النعمة عليه بإحيائها له بعد ذلك حتى تصير من أكابر المؤمنين، أو الإمهال إلى إحيائها لتؤمن به فتستحق الاستغفار الكامل حينئذ وفيه أن قبل الإيمان لا تستحق الاستغفار مطلقًا. وحديث إحيائهما حتى آمنا به ثم توفيا حديث صحيح، وممن صححه الإمام القرطبي، والحافظ ابن ناصر الدين.»

قال محمد شمس الحق العظيم آبادي في عون المعبود على سنن أبي داود:
| آمنة بنت وهب | وَكُلّ مَا وَرَدَ بِإِحْيَاءِ وَالِدَيْهِ صَلَّى اللَّه عَلَيْهِ وَسَلَّمَ وَإِيمَانهمَا وَنَجَاتهمَا أَكْثَره مَوْضُوع مَكْذُوب مُفْتَرًى، وَبَعْضه ضَعِيف جِدًّا لا يَصِحّ بِحَالٍ لاتِّفَاقِ أَئِمَّة الْحَدِيث عَلَى وَضْعه كَالدَّارَقُطْنِيّ وَالْجَوْزَقَانِيّ وَابْن شَاهِين وَالْخَطِيب وَابْن عَسَاكِر وَابْن نَاصِر وَابْن الْجَوْزِيّ وَالسُّهَيْلِيّ وَالْقُرْطُبِيّ وَالْمُحِبّ الطَّبَرِيّ وَفَتْح الدِّين بْن سَيِّد النَّاس وَإِبْرَاهِيم الْحَلَبِيّ وَجَمَاعَة. وَقَدْ بَسَطَ الْكَلَام فِي عَدَم نَجَاة الْوَالِدَيْنِ الْعَلامَة إِبْرَاهِيم الْحَلَبِيّ فِي رِسَالَة مُسْتَقِلَّة، وَالْعَلامَة عَلِيّ الْقَارِي فِي شَرْح الْفِقْه الأَكْبَر وَفِي رِسَالَة مُسْتَقِلَّة، وَيَشْهَد لِصِحَّةِ هَذَا الْمَسْلَك هَذَا الْحَدِيث الصَّحِيح (يعني حديث: إن أبي وأباك في النار) وَالشَّيْخ جَلال الدِّين السُّيُوطِيّ قَدْ خَالَفَ الْحَفاظ وَالْعُلَمَاء الْمُحَقِّقِينَ وَأَثْبَتَ لَهُمَا الإِيمَان وَالنَّجَاة فَصَنَّفَ الرَّسَائِل الْعَدِيدَة فِي ذَلِكَ، مِنْهَا رِسَالَة التَّعْظِيم وَالْمِنَّة فِي أَنَّ أَبَوَيْ رَسُول اللَّه صَلَّى اللَّه عَلَيْهِ وَسَلَّمَ فِي الْجَنَّة. | آمنة بنت وهب |

### آراء المعارضين لهذا الحكم
رأى عدد من العلماء بأن الحكم في أبوَي النبي أنهما ناجيان وليسا من أهل النار، ومنهم جلال الدين السيوطي فقد صنف ست رسائل في نجاة والديه. وذكر أن دليله على ذلك: أنهما مِن أهل الفَترة؛ لأنهما ماتا ولم تبلغهما الدعوة ولا تعذيب قبلها؛ لتأخر زمانهما وبُعدِه عن زمان آخر الأنبياء وهو عيسى، ولإطباق الجهل في عصرهما، وقال البعض: إن أهل الفترة يُمتَحَنُون على الصراط فإن أطاعوا دخلوا الجنة، وقال البعض الآخر: لو قيل بامتحانهما فإنهما من أهل الطاعة، قال الحافظ ابن حجر: «إن الظن بهما أن يطيعا عند الامتحان»، نقله السيوطي عنه. وأن مَن مات ولم تبلغه الدعوة يموت ناجيًا، ومِمَّن صرح بذلك الأجهوري فيما نقله عنه شهاب الدين النفراوي في «الفواكه الدواني»، وشرف الدين المناوي فيما نقله عنه السيوطي في «الحاوي»، ونقل هذا القول سبط ابن الجوزي عن جماعة من العلماء منهم جده، وجزم بهذا القول الآبي في شرحه على صحيح مسلم، ومال إليه الحافظ ابن حجر في بعض كتبه كما نقل عنه السيوطي في «مسالك الحنفا». واستدلوا على ما ذهبوا إليه بقوله تعالى: ﴿وَمَا كُنَّا مُعَذِّبِينَ حَتَّى نَبْعَثَ رَسُولاً﴾ [الإسراء:15]، وقوله: ﴿ذَلِكَ أَنْ لَمْ يَكُنْ رَبُّكَ مُهْلِكَ الْقُرَى بِظُلْمٍ وَأَهْلُهَا غَافِلُونَ ۝١٣١﴾ [الأنعام:131]، وقوله ﴿لِتُنْذِرَ قَوْمًا مَا أُنْذِرَ آبَاؤُهُمْ فَهُمْ غَافِلُونَ ۝٦﴾ [يس:6]، وبآيات وأحاديث أخرى.

### كتب
- كتاب أم النبي، عائشة عبد الرحمن بنت الشاطئ، من تلخيص ليلى خلفان علي بتصرف.
- الأعلام للزركلي، (خير الدين الزركلي)، (1/ 26)، ط 15، دار العلم للملايين.
- كتاب جمهرة أنساب أمهات النبي، حسين بن حيدر الهاشمي.

## وصلات خارجية
- دار الإفتاء المصرية: ما حكم إطلاق لفظ: (السيدة) على أم النبي صلى الله عليه وسلم؟.